# Eleonora Meleti
Eleonora Meleti (in greco Ελεονώρα Μελέτη?; Atene, 17 settembre 1978) è una giornalista, conduttrice televisiva, scrittrice, blogger e politica greca.

## Biografia
Si è laureata in filologia francese presso l'Università Nazionale Capodistriana di Atene. Ha inoltre conseguito la laurea in letteratura italiana presso l'Università degli Studi di Ferrara e ha studiato anche giornalismo. Inizialmente si è occupata di traduzioni per la stampa. Dal 2001 si occupa di giornalismo radiofonico e televisivo. È stata giornalista, redattrice di notizie, presentatrice per siti di notizie e programmi di intrattenimento. Ha lavorato per Alter Channel, ANT1, Star Channel, Epsilontv, Alpha TV e Mega Channel.
Ha preso parte ad una delle edizioni del programma Ballando con le stelle, e in seguito è stata giurata in questo programma. Nel 2021 ha pubblicato il suo primo libro Jineka psachni…, che è entrato nella lista dei bestseller in Grecia.
Nelle elezioni europee del 2024 è stata eletta europarlamentare per la X legislatura nella lista Nuova Democrazia.